# Mário Brandão da Silveira
Mário Brandão da Silveira (sinh ngày 26 tháng 1 năm 1987) là một cầu thủ bóng đá người Brasil.

## Sự nghiệp câu lạc bộ
Mário Brandão da Silveira đã từng chơi cho Thespa Kusatsu.

## Thống kê câu lạc bộ

### J.League
| Đội            | Năm       | J.League | J.League | J.League Cup | J.League Cup | Tổng cộng | Tổng cộng |
| Đội            | Năm       | Trận     | Bàn      | Trận         | Bàn          | Trận      | Bàn       |
| -------------- | --------- | -------- | -------- | ------------ | ------------ | --------- | --------- |
| Thespa Kusatsu | 2006      | 3        | 0        | -            | -            | 3         | 0         |
| Thespa Kusatsu | 2007      | 2        | 0        | -            | -            | 2         | 0         |
| Tổng cộng      | Tổng cộng | 5        | 0        | 0            | 0            | 5         | 0         |